# Silanus (település)
Silanus település Olaszországban, Szardínia régióban, Nuoro megyében. Lakosainak száma 1984 fő (2023. január 1.). Silanus Bolotana, Bortigali, Dualchi, Lei és Noragugume községekkel határos.

## Népesség
A település lakossága az elmúlt években az alábbi módon változott:
| Lakosok száma | 2142 | 2109 | 1984 |
|               | 2017 | 2018 | 2023 |